# Ширвиндт, Борис Густавович
Бори́с Гу́ставович Ши́рвиндт (первоначальное отчество Гдальевич; 19 (31) декабря 1896, Одесса — 1966, Москва) — советский педиатр и учёный-медик, доктор медицинских наук (1950), профессор (1954). Заведующий инфекционным отделом Института педиатрии Министерства здравоохранения РСФСР.

## Биография
Родился 19 декабря (по старому стилю) 1896 года в Одессе в семье врача Гдаля (Густава) Моисеевича Ширвиндта (1861—?), выпускника Виленской 1-й мужской гимназии 1881 года.; мать — Гесся (Анна) Липовна Ширвиндт (в девичестве Членова). В 1914 году поступил в Петроградский психоневрологический институт, в следующем году перевёлся на медицинский факультет Московского университета, который окончил в 1920 году. В 1920—1923 годах проходил клиническую ординатору в детской клинике Высшей медицинской школы 2-го МГУ и работал в детской туберкулёзной больнице (Ольгинская), в 1923—1927 годах — продолжил ординатуру в детской клинике МГУ, в 1927—1941 годах — ординатор в Образцовой детской больнице и заведующий инфекционным отделением 1-й Московской детской больницы (1927—1932).
С 1932 года — научный сотрудник Института педиатрии и детской хирургии Минздрава РСФСР (впоследствии старший научный сотрудник, с 1946 года, с перерывом на время кампании по борьбе с космополитизмом, — заведующий инфекционным отделом). В 1941—1946 годах — в действующей армии, начальник военно-санитарного поезда.
Кандидат медицинских наук (1938), доктор медицинских наук (1950). С 1957 года член правления Общества детских врачей РСФСР.
Б. Г. Ширвиндт — автор научных трудов по инфекционным заболеваниям у детей, в том числе клинической картине, патогенезу и лечению скарлатины (в особенности изменений сердечно-сосудистой системы при скарлатине), дифтерии, гепатитов, коклюша, ветряной оспы, острых желудочно-кишечных расстройств, монографий «Скарлатина у детей» (М.: Медгиз, 1960) и «Болезнь Боткина у детей» (М.: Медицина, 1965).
Похоронен на Донском кладбище.

## Семья
- Жена — Зинаида Ильинична Эдельман (1896—1982), педиатр и ревматолог, автор монографии «Ревматизм у детей: Клиника, диагностика и лечение» (М.: Медгиз, 1962).
- Брат — первый начальник войсковой конвойной стражи СССР, доктор юридических наук, профессор Евсей Густавович (Гдальевич) Ширвиндт (1891—1958)[9][10][11][12]. Братья-близнецы — Липа Гдальевич (1894—?) и Фёдор Гдальевич (Анатолий Густавович, 1894—1961)[13].
- Племянники — народный артист РСФСР Александр Анатольевич Ширвиндт и доктор педагогических наук Борис Евсеевич Ширвиндт, педагог-методист, автор пособий по организации пионерского движения.
- Двоюродный брат — Максим Лазаревич Ширвиндт (Лазерович, Лейзерович; 1893—1936), философ, заместитель директора и заведующий кафедрой истории философии ЛИФЛИ. Троюродный брат — киноредактор и преподаватель философии Александр Григорьевич Ширвиндт.

## Под редакцией Б. Г. Ширвиндта
- Вопросы клиники, патогенеза и лечения острых детских инфекций. Сборник Государственного научно-исследовательского педиатрического института. — М.: Медгиз, 1957.